# دلتا (ويسكونسن)
دلتا (بالإنجليزية: Delta, Wisconsin)‏ هي بلدة تقع بولاية ويسكونسن في الولايات المتحدة. تبلغ مساحتها 187 (كم²)، وترتفع عن سطح البحر 306 م، بلغ عدد سكانها 235 نسمة في عام 2000 حسب إحصاء مكتب تعداد الولايات المتحدة وتصل الكثافة السكانية فيها 1.3 نسمة/كم2.

## وصلات خارجية
- www.townofdelta.com
- The US50 - Cities and Towns in Wisconsin State
- Wisconsin Cities and Towns, Facts, Map, Flag, Colleges, Government, and More